# شفت (فیلم ۲۰۱۹)
شفت (انگلیسی: Shaft) یک فیلم اکشن-کمدی به کارگردانی تیم استوری است که در ۱۴ ژوئن ۲۰۱۹ از سوی برادران وارنر منتشر شد.

## بازیگران
- ساموئل ال. جکسون
- الکساندرا شیپ
- رجینا هال
- متد من
- ریچارد راوندتری
- اون جوگیا
- روبی جونز